# Desnivel
Desnivel és una revista sobre muntanyisme en castellà. Va ser fundada el 1981 per Darío Rodríguez. La revista es publica mensualment a Madrid. La temàtica versa sobre muntanyisme (Pirineus i Alps, principalment), exploracions (Himàlaia, Andes, Alaska…), escalada (Península Ibèrica) i la història de l'alpinisme.
L'editorial Desnivel responsable de la revista publica també llibres (biografies i guies de viatge) i dues revistes més: Escalar i Grandes Espacios.